# Psychologická metodologie
Psychologie je empirickou vědou a proto jsou v rámci psychologické metodologie rozvíjeny různé metody psychologického výzkumu. Lze odlišit typy výzkumu podle svého zaměření a je možné klasifikovat jednotlivé metody podle různých kritérií.

## Typy použití psychodiagnostických metod
Existují tři základní typy výzkumu v psychologii podle cíle: prognostické, diagnostické a výzkumné - ty na rozdíl od předchozích dvou typů (které jsou aplikovanými nástroji určenými ke "zkoumání" konkrétního jedince) slouží k obecnějšímu rozšiřování teoretického poznání. Rozdělení samozřejmě není striktní - například pozorování lze využít jak pro diagnózu, tak i pro výzkum.

## Klinický versus testový přístup
S těmito typy úzce souvisí jiné rozdělení přístupu k psychologickému výzkumu, a to na přístup klinický a statistický (testový), které jako první navrhl americký psycholog Paul Meehl. Podobné významy, byť ne zcela přesné, nese rozdělení na kvalitativní a kvantitativní výzkum či idiografický a nomotetický způsob poznání.
Statistický přístup se snaží získat omezené množství informací o co největším množství osob. K tomu využívá poznatky matematické statistiky a psychometrie. Statistický přístup lze samozřejmě použít i k diagnostice jedince, pak je ovšem jeho výkon v nějakém testu porovnáván s výkonem referenční skupiny.
Klinický přístup se naopak snaží získat co největší množství dat o jedinci. Závěr takovéhoto výzkumu je založen na důkladné znalosti teoretických východisek, v jejichž rámci je celý výzkum prováděn.

## Typy výzkumných metod v psychologii
Samotné výzkumné metody lze rozdělit podle několika kritérií.
Prvním z nich je klasifikace na základě povahy měřeného rysu, kterým může být typické chování nebo maximální výkon. Typickým chováním může být výzkum osobnosti, motivace či hodnot; maximální výkon pak měří například testy inteligence či přijímací zkoušky na školu či do zaměstnání.
Podle velikosti vlivu výzkumníka na dosažený výsledek lze rozdělit metody na objektivní a subjektivní. U objektivních metod je vliv výzkumníka nulový (zpravidla jde o testové metody s přesně stanoveným způsobem interakce), u subjektivního se dosažený výsledek liší podle zkušeností a odbornosti výzkumníka.
Konkrétní metody sběru dat jsou však často směšovány s typy výzkumného plánu nebo i se způsobem jejich zpracování. Prvně je zvolen výzkumný plán, následně jsou sebrána data, která jsou v poslední řadě určitým způsobem vyhodnocena.
Například experiment není metodou sběru dat - jde spíše o typ výzkumného plánu (kauzální vztah), přičemž data mohla být sebrána pozorováním, dotazníkem či jakýmkoliv jiným způsobem s následným statistickým zpracováním.

### Metody sběru dat
- Pozorování - sledování člověka, jeho projevů, bez záměrného zásahu psychologa. Je přítomné téměř ve všech psychologických metodách, zkoumá jevy pozorovatelné zvnějšku a na tomto základě vytváří závěry o vnitřním světě – psychice, je při ní obtížná interpretace dat pro interindividuální rozdíly. Pozorování se dále dělí na:
  - Introspekci - sebepozorování, tzn. pozorování vlastních vnitřních psychických jevů, a
  - Extrospekci - pozorování vnějších projevů v přirozených/upravených podmínkách.
- Sociometrie - zjišťování a analýza vztahů mezi členy malých skupin
- Obsahová analýza - výskyt určitých témat, slov, formulací v dokumentech (knihách, periodikách, obrazovém záznamu)
- Rozhovor (interview) – jsou přesně určeny role tazatele a odpovídajícího; rozhovor může být standardizovaný a nestandardizovaný, nebo strukturovaný, polostrukturovaný a nestrukturovaný.
- Biografická metoda – využití životopisů, deníků, autobiografických záznamů.
- Studium výtvorů lidské činnosti – výzkum na základě produktů lidské činnosti, původně nezamýšlených pro výzkum (například zkoumání latrinalií - nápisů na toaletách apod.).
- Dotazníky – zpravidla objektivní způsob získávání dat; dotazníky mohou být papírové, ale mohou být administrované i ústně.

### Metody vědeckého přístupu (výzkumných plánů) v psychologii
Při použití diagnostických metod za účelem výzkumu (tedy rozšiřování teoretického vědeckého poznání), jsou rozlišovány čtyři výzkumné plány.
- Experiment - zjišťuje kauzální, příčinné vztahy proměnných. Výzkumník aktivně manipuluje proměnnými a podmínkami, zkoumané osoby jsou náhodně přiřazeny do jednotlivých [výzkumných skupin.
  - Kvaziexperiment - jde o typ experimentu, ve kterém není možné náhodně rozdělit zkoumané osoby do jednotlivých skupin (například rozdíly mezi muži a ženami).
- Korelační studie - zjišťuje souvislosti a vztahy mezi jevy (např. korelační analýza, t-test).
- deskriptivní výzkumný plán - popis zkoumaného jevu včetně statistik výskytu (např. analýza výskytu, analýza četnosti)
- explorativní výzkumný plán - pouhý popis zkoumaného jevu (např. narativní analýza, zakotvená teorie), případně prozkoumání možností k budoucímu testování hypotéz (např. explorační analýza dat)

Diagnostický výzkum lze rozdělit následovně:
- Kategoriální diagnóza – stanovuje se na základě výčtu typických projevů pacienta.
- Dimenzionální diagnóza – je určena na základě sledovaných projevů jedince od žádného výskytu po maximální. Většinou bývá používáno testové (statistické) kritérium.
- Diferenciální diagnóza – je určena srovnáním s normou, která neobsahuje či naopak obsahuje požadované či sledované jednání.

Příkladem prognostických výzkumných metod v psychologii mohou být přijímací zkoušky na vysokou školu, přijímací pohovor do zaměstnání apod. Oba uvedené příklady se totiž snaží dopředu zjistit, zda konkrétní osoba je způsobilá pro studium na dané škole či vykonávání požadovaného povolání.